# Lars Åberg (organist)
Lars Gustaf Johannes Åberg, född 27 mars 1948 i Överluleå socken, är en svensk organist, körledare och kompositör. 

## Biografi
Åberg utbildade sig till kyrkomusiker på Stora Sköndal och Musikhögskolan i Stockholm. Han var från 2000 till 2015 domkyrkoorganist i Linköpings domkyrkoförsamling.
Lars Åberg har tonsatt en mängd psaltarpsalmer och gjort arrangemang och kompositioner för orgel och kör. Han har skrivit musiken till psalmen Lever vi, så lever vi för Herren.

### Familj
Han är son till kontraktsprosten Kuno Åberg och Gunborg Lundström. Han är bror till organisten Mats Åberg.

## Verklista

### Orgelarrangemang
- Brudmarsch till Pär och Annelie (skriven av Greger Siljebo)
- Brudmarsch från Väddö (skriven av Hans Röjås)

## Psalmer
- Lever vi, så lever vi för Herren (Svenska psalmboken (1986) nummer 691)

- Psalmer i 2000-talet[4]
  - 904 Nu har ett hjärta blivit löst (musik)